# 1 월드 트레이드 센터 (1971년~2001년)
1 월드 트레이드 센터(영어: 1 World Trade Center) 또는 노스 타워(영어: North Tower)는 미국 뉴욕주 뉴욕 맨해튼에 있던 세계 무역 센터의 주 건물이다. 세계 무역 센터의 제 1번 건물이었으며, 약칭으로 1WTC이라는 별칭이 있었다, 지상 110층, 415m짜리 업무용 초고층 빌딩으로 건설되었다. 2 월드 트레이드 센터와 같이 건설되고, 흡사하게 생겨 '쌍둥이 빌딩'이라는 별명으로도 유명하다. 원래 임시 안테나가 설치되어 있었으나, 1977년 주 안테나가 설치되어 2001년까지 뉴욕의 주요 송신 역할을 하였다. 2001년 9월 11일 9.11테러로 붕괴되어 완파되었다.

## 건물의 구성
원 월드 트레이드 센터, 즉 1 WTC 빌딩은 지상 110층과 콩쿠르층(지하)로 구성된 415m의 업무용 건물로 내부는 사무공간과 레스토랑, 기계실로 구성되었다.

자세한 층별 구성은 다음과 같다. (빨간색 층수는 아메리칸 항공 11편에 의해 직접 피격된 층수이며, 회색 층수는 간접으로 피격된 층수이다)
| 층수 | 입주 업체 |
| ---- | --- |
| 110  | 채널 2 (WCBS), 채널 4 (WNBC), 채널 5 (WNYW), 채널 7 (WABC), 채널 9 (WWOR), 채널 11 (WPIX), 채널 13 (WNET), 채널 31 (WPXN), 채널 47 (WNJU), WKCR-FM, WPAT-FM, WNYC-FM, WKTU-FM |
| 109  | 기계실 |
| 108  | 기계실 |
| 107  | 세계 무역 클럽, 지구상에서 가장 큰 바, 쿠앵트로, 호텔 고용자와 레스토랑 고용자 세계 연합 |
| 106  | 윈도스 온 더 월드, 호텔 고용자와 레스토랑 고용자 세계 연합, 화이자, 로이터 |
| 105  | 캔터 피츠제럴드, 이스피드, 젠유이티 |
| 104  | 캔터 피츠제럴드, 채널 4 (WNBC), 이스피드, 윰보이스 |
| 103  | 캔터 피츠제럴드, 이스피드 |
| 102  | 캔터 피츠제럴드, 니시니폰 은행, 얼라이언스 컨설팅 그룹, "페인 웨버" |
| 101  | 캔터 피츠제럴드, 키더, 피바디 & 회사, 이스피드, 부머 에시아슨 재단 |
| 100  | 마시 & 매클레넌 컴퍼니 |
| 99   | 마시 & 매클레넌 컴퍼니 |
| 98   | 마시 & 매클레넌 컴퍼니 |
| 97   | 마시 & 매클레넌 컴퍼니 |
| 96   | 마시 & 매클레넌 컴퍼니 |
| 95   | 마시 & 매클레넌 컴퍼니 |
| 94   | 마시 & 매클레넌 컴퍼니, 마시 개인 고객 서비스 |
| 93   | 마시 & 매클레넌 컴퍼니, 프레드 알제 관리 회사 |
| 92   | 크레디 아크리콜, 카 선물 |
| 91   | 미국 선박 협회, 마이어스 폴록 로빈스, 신일본 국제 증권 회사, 시가 은행 |
| 90   | 미국 TCC 인터내셔널 그룹, 츄고쿠 은행, 던 & 브래드스트리트 (UB) |
| 89   | 버클리 드와이어, 브로드 USA, CIIC 그룹, 대한 인터네셔널, 드링커 비들 & 래스, 메트로폴리탄 생명 보험 회사, 무트럴 인터네셔널 포워드, 전략적 커뮤니케이션 그룹, 웨이가오치아오 USA, 월스트리트 계획 협회, 방코 라티노아메리카노 드 익스포타시온 수드 아메리카 (UB), 이탈리아 와인 & 음식 연구소, 준헤 법률사무소 (UB), 마제스틱 스타 요트 캐터링, 도쿄 증권 회사, 코스모스 서비스 아메리카 |
| 88   | 줄리앙 J. 스터들리, 바이킹 해상 운송, WTC 건설 관리자 |
| 87   | 월 데이비스 그룹, 킨키 은행, 오카산 증권 (UB), 토르 기술 |
| 86   | 줄리앙 J. 스터들리, 앨런 안토니 (UB), 아시아 화학, 국제 위성 전문 협회, 트레이딩 테크놀로지 |
| 85   | SMW 무역 회사, 테르밋 전자회사, 시카고 투자 그룹, 히야쿠고 은행, 오흔스타인 & 브라운 |
| 84   | 브라이트 차이나 케피탈, 데이비드 피터슨 법률사무소, KITC, LG증권 뉴욕지사, 산인 고도 은행, 테모노스, 유니콤 캐피탈 어드바이저, 블루 스타 라인, 대한 투자 신탁 회사, 후쿠오카 은행 |
| 83   | 이메리투스 커뮤니케이션, 제네럴 통신회사, 글로벌 크로싱, 라바 트레이딩, 대만 은행, 아메슨 교육 및 문화 교류 제단(UB), 토호 은행, TTA, 와코 증권 |
| 82   | 뉴욕 메트로폴리탄 교통위원회 (CS), DMJM 해리스 |
| 81   | 뱅크 오브 아메리카, 네트워크 플러스, 뉴 컨티넨셜 엔터프라이즈, 블루 스타 라인 (?UB), 네트워크 플러스 주식회사 |
| 80   | 아그리코어 상품 회사, 인트러스트 투자 부동산, 노가 투자회사, 시즈오카 은행, The Beast.com, RLI 보험회사, 요코하마 은행, 노가 호텔 뉴욕 지부, 젠신렌 은행 |
| 79   | 데이나드 & 반 더넨 회사, 퍼스트 리버티 투자 그룹, 국제 사무실 센터 기업/연합 비스니즈 센터 네트워크(notes), 닛코 증권, 오카토 쇼지 회사, 세큐런트 기술, 이요 은행, 독립 채용 협회 |
| 78   | 스카이 로비, 아브니르, 발트 석유 공사, 시더 캐피탈 매니지먼트 협회, 쳉 쳉 기업 홀딩스, 가이거 & 가이거, 현대증권 뉴욕지사, 국제 무역 센터, 지방자치단체국제화재단, 메리디안 벤처 홀딩스, 파크림 무역 및 배송, 띵크패스, 트레이더 액세스 센터, 아티나브 애비뉴, 한국 지방정부 센터, 파트너 재보험 회사, 카시코른 은행(UB), 베로나 박람회 미국 지부 |
| 77   | 핼 로스 기관, 준헤 법률사무소 (CS), 마틴 프로그레시브, 뉴웨이 국제 공사, 세계 무역 센터 협회, 얼라이언스 평생 케어 네트워크, K & uuml; HNE & 나겔, 너 재보험 |
| 76   | 기계실 |
| 75   | 기계실 |
| 74   | 현대자동차그룹 뉴욕지사 |
| 73   | 현대자동차그룹 뉴욕지사 |
| 72   | 모건 스탠리 |
| 71   | 모건 스탠리 |
| 70   | 모건 스탠리 |
| 69   | 모건 스탠리 |
| 68   | 모건 스탠리 |
| 67   | 모건 스탠리 |
| 66   | 모건 스탠리 |
| 65   | 보잉, 뉴어크 리버티 국제공항, 모건 스탠리 |
| 64   | 모건 스탠리 |
| 63   | 공항 교통 프로그램, 모건 스탠리 |
| 62   | CARR 선물 (?UB), 모건 스탠리 |
| 61   | 액세스 투 레이전스 코어 (ARC), 모건 스탠리 |
| 60   | 아사히 은행, 모건 스탠리 |
| 59   | 시들리 어스틴 브라운 & 우드 (합병한 브라운 & 우드의 공식 사무실), 모건 스탠리 |
| 58   | 시들리 어스틴 브라운 & 우드 |
| 57   | 시들리 어스틴 브라운 & 우드 |
| 56   | 시들리 어스틴 브라운 & 우드 |
| 55   | 페이스 대학교, 페이스 대학교 세계 무역 연구소, 페이스 대학교 경제학부 (현재 Downtown Conference Center at Pace University) |
| 54   | 시들리 어스틴 브라운 & 우드 |
| 53   | AIG 항공 중개사, 타이완 은행, 브라맥스 제조 회사 (CS), 중국 리소스 프로덕트, 키넌, 파워 & 앤드류스, 로쿠르토 & 펑크, 네이쳐 나이데거 운송 회사, 팍림 무역 및 배송, 퓨어 에너지 공사, 브로드뷰 네트워크, 프랑스 대사관 금융 서비스, JACOM 공사, 트리플홉 기술 |
| 52   | 가이어, 샤유 & 위젤, 힐, 베츠 & 내쉬, 하울리 공사, 리즈 & 모럴리, 오카산 인터네셔널 (CS), RGL 갤러거, 리처드 A. 짐머만, 테메노스, 윌리엄스 캐피털 그룹, 브라맥스 제조 회사 (?UB), IFG 동쪽, 엘리베이터 홀 |
| 51   | AT & T 공사, C & P를 눌러, 칠레 정부 무역국, 칠레 국영 석유 회사, 칠레 생산 진흥 센터, 칠레 무역 회사, 무역웹 |
| 50   | DKB 그룹, DKB 증권 주식회사 |
| 49   | DKB 그룹, DKB 증권 주식회사, 해외 연방 은행 (?UB), 태평양 미국 법인 (UB) |
| 48   | DKB 그룹, DKB 그룹 (?UB) |
| 47   | 태평양 미국 법인 (CS), TCC 그룹 (?UB), G.Z. 스티븐스, 국립 선물 협회, 퀸트 아마시스, W.J. 수출입, 조절 국제, 맑은 숲 공사 |
| 46   | 미국의 중국 무역 발 전국, 자동 임페리얼 회사, 푸른 하늘 기술, 컨설턴트 - 달성 할 수 있다, 통합 스틸렉스 공사, 다하오 공사, J & X 무두질 무역 회사, 가네보 정보 시스템 주식회사, 메가넷 관리 컨설턴트, 전망 국제, 시노펙 (CS), 제안 된 개방형 시스템, 선텐디, T & T 기업, 용인 르네 미국, 미국화물 라이너, 상공 아랍 상공 회의소, 요코하마 은행, 찰스 팬, 중국 상공 회의소, 컴퓨터에 연결 문제 해결사 메트로, H. Taufiq Choudhury의, 변호사., 라틴비전, 리에프 국제 (UB), 배송 서비스 이탈리아, 스미토모 은행, 보기 전시회 |
| 45   | 미국 로타 국제, 중국 건설 미국, 두나반트 상품 공사, 직원 훈장, 페르티타 기업, 마틴 A. 카츠, 순수 에너지 공사, 사순, 보안 수출입 협회, 소프트웨어 연구 어소 시에이, 자본 간소화, 회사 스토어, BAO 헤라클레스, 브라맥스 제조 회사 (UB), 칭 퐁 투자 회사, 사촌 D & N, F.E. 월리스 (주), HS 선물, 현대증권 뉴욕지사, 존슨 기업 (?UB), S. 스턴 |
| 44   | 스카이 로비, 보안 분석가의 뉴욕 사회, 시장 기술자 협회 |
| 43   | — |
| 42   | 기계실 |
| 41   | 기계실 |
| 40   | 리먼 브라더스, 코메 |
| 39   | 리먼 브라더스, 문화 기관 퇴직 시스템, 해외 연방 은행, 엑셀 연방 신용 조합, 타이 푹 증권, 원 국제, 노던 트러스트 국제 금융 공사 (UB), 일 웅 카이 증권 |
| 38   | 리먼 브라더스, 작은 협력 업체를위한 지역 연합, 터너 건설 회사 |
| 37   | 상품 선물 거래위원회, 태국 정부, S. 스턴 (?UB), 타이어 무역 센터, 투자의 타이어위원회, 경제 카운슬러 태국 사무실 |
| 36   | 켐퍼 보험 회사 |
| 35   | 켐퍼 보험 회사, 앤 교황 법률 사무소 |
| 34   | 로얄 타이어 대사관 사무실 (UB), 포트 상무부, 항만 공사, 태국 관광청 |
| 33   | 베렐 & 현상금, 차이나 데일리 유통 공사, 데이터 전송 네트워크 공사, 후통 국제 회사, 코우디스 국제 (CS), MANAA 트레이딩 그룹, MIS 서비스 회사, 레이첼 & 어소 시에이, 세르코 & 사이먼, 골든 킹, 미국 밝은 징후, 중국 미국 무역 회사, 엑셀 배송, 한국어 동료 증권, 런함 & 리브, 로데 리센펠드 (?UB) |
| 32   | 방코 라티노아메리카노 드하기 익스포타시온스 (BLADEX) (CS), 장 정화 상업 은행, 로데 리센펠드, 캔터 피츠 제럴드 (UB), 코우디스 국제 (?UB) |
| 31   | 뉴욕과 뉴저지의 항만 관리위원회, 엠파이어블루 |
| 30   | — |
| 29   | 중국 특허 및 상표 에이전트, 세계 여행, 세스 배송 회사, 대만 은행 (?UB), 짐아메리카 이스라엘 해운 회사 (UB) |
| 28   | 뉴욕과 뉴저지의 항만 관리위원회, 엠파이어블루 |
| 27   | 방콕 메트로폴리탄 은행, 엠파이어블루, 시노펙 (UB) |
| 26   | 가르반 인터케피탈 |
| 25   | 가르반 인터케피탈, 상대 습도 와이트손 & 어소 시에이, 코트 디부 아르 대사관 상업 상담, EXCO USA International, 해롤드 I. 후추 회사 |
| 24   | 엠파이어 헬스 초이스, 뉴욕과 뉴저지의 항만 관리위원회, 도미니카 공화국 수출 진흥 센터, 전자 종이, RN 전달 |
| 23   | 엠파이어 헬스 초이스 |
| 22   | 쳉 시앙 무역, 시카고 옵션 거래소, G.C. 서비스, 골드 스카이, 카이저 해외, 카룬 자본 관리, MLU 투자, P. 울프 컨설턴트, 타이 푹 증권, SCPIE, 유니콤 캐피탈 어드바이저, 암록 국제 회사, 중국의 중앙 신뢰, 중국 철강 회사, 뉴욕 메트로폴리탄 교통위원회 (UB), SySoft e- 비즈니스 연구소, 보안 명령 센터 |
| 21   | 아베 컴퓨터 서비스, 대륙 물류, 동원 증권 회사, 저렴한 토쿠 마루, 친구 아이보리 & SIME, 친구 빌라 피셔 신뢰, 인포 테크 상용 시스템, 로마 V. Popik 법률 사무소, 리에프 국제 (CS), 타워 컴퓨터 서비스, 미국 선원의 서비스 (USS-AMMLA), 1 정지 투자 조언, 브라우 국제 공사, 고양이 기술, 국제 코발, J.D. 스미스 세관 브로커, 마크 상품, 작은 협력 업체를위한 지역 연합 (?UB), 미국 헤라클레스 (UB) |
| 20   | 엠파이어 헬스 초이스, 로데 리센필드 |
| 19   | 엠파이어 헬스 초이스, 뉴욕과 뉴저지의 항만 관리위원회, 아담스 맥팔레인 LLC (NexxtHealth), 엑셀 배송, HZ 번스타인 항공화물, 선도 포워더 |
| 18   | 네오베스트 |
| 17   | 짐아메리칸 이스라엘 해운 회사 (CS), 엠파이어 헬스 초이스, ABC 국제, 마스터 국제, 일본 통운 |
| 16   | 짐아메리칸 이스라엘 해운 회사 (CS), 캘리포니아 뱅크 & 트러스트, 라몬 국제 보험 중개사 (ZimAmerican), 7 스타 라인 |
| 15   | 랜드 마크 교육, 대륙 전달, 그링바이 프랜드포드 & 공동., H.W. 로빈슨 & 공동, 존 F. 킬로 |
| 14   | 인스티넷, 던 & 브래드 스트리트 (CS), 뉴욕과 뉴저지의 항만 관리위원회, 올리 배송 회사, 앨런 & 컴퍼니, 히르시바치 & 스미스, S. 스턴, 밴더기프트 전달 |
| 13   | 인스티넷 |
| 12   | 라파예트 배송 회사 |
| 11   | 미국의 은행, 포르셀라 비시니 & 공동, 프리마크 의사 결정의 경제학, 드리-웨파, 프레드릭 헨제스, 레이몬드 제임스 & 어소 시에이, TES 미국 (UB) |
| 10   | 미국의 은행, 내보내기 가져 오기 서비스, 하우저 항공 공사 |
| 9    | 미국의 은행, 해외 신용 보험 협회 |
| 8    | 기계실 |
| 7    | 기계실 |
| 6    | — |
| 5    | 가열, 시유 & 위젤 |
| 4    | — |
| 3    | 뉴욕과 뉴저지의 항만 관리위원회, W.R. 브레이트 |
| 2    | — |
| L    | 아비스, 델타항공, 올림피아 공항 익스프레스 |
| C    | 앤 테일러 로프트, 뉴욕 커피 역, 딸기, 멘찬코-테이케이오노스 |

## 역사
초기 1966년 뉴욕에 사무공간을 대량 공급하기 위해 계획되었다. 1966년 뉴욕 항만청은 기존에 있던 건물들을 철거하면서, 1968년 착공하였다. 착공 2년 만인 1971년 완공 후, 1974년 4월 개장했다. 1971년 완공 후부터 1977년까지는 보조 안테나가 설치되어 있었으나, 1977년 보조 안테나를 철거하고 주 안테나를 설치하였다. 이후 1993년 2월 26일 폭탄 테러가 발생하여 1994년까지 폐장하였으며 1994년 재개장하였다. 2001년 9월 11일 8시 30분경, 원 월드 트레이드 센터 건물의 93층~99층에 아메리칸 항공 11편 비행기가 충돌하면서 대형 화재가 발생했었고, 이로 인해 피격 당한 곳의 철골이 대형 화재에 의해 심각한 손상이 발생하면서 10시 28분경 건물이 붕괴되어 완파되었다.

## 현재
1 월드 트레이드 센터가 있던 자리에는 현재 'North Pool'이라고 하는 연못이 설치되어 있다. 현재의 1WTC는 그린위치 가에 지상 108층, 541m의 오피스 마천루로 재건되었다.